# Rose Murphy
Pour les articles homonymes, voir Murphy.
Rose Murphy (7 mai 1913, Xenia, Ohio - 16 novembre 1989, New York) est une chanteuse et pianiste de jazz. Elle est particulièrement connue pour sa voix aiguë qui lui valut le surnom « The Squeak » (le grincement), et le remplacement de paroles de chansons par des onomatopées et divers bruits (préfigurant le scat), qui la fit connaître comme la « Chee-Chee Girl ». Son accompagnement au piano est également reconnaissable par sa manière de marquer le rythme au pied sur le sol ou une tablette en bois (2e et 4e temps d'une mesure à quatre), et d'abandonner parfois le clavier quelques mesures pour battre le rythme des mains.
Ses enregistrements les plus mémorables sont ceux de Peek-a-boo (I love you), I Can't Give You Anything But Love, Busy Line, Pennies from Heaven, ou encore I Wanna Be Loved by You, qui inspira l'interprétation de Marilyn Monroe dans le film Certains l'aiment chaud.
Rose Murphy est elle-même apparue au cinéma dans le film George White's Scandals en 1945.

## Disques disponibles
- Not Cha-Cha but Chi-Chi, Verve, 1957 (rééd. MGV, Japon, 2005)
- Mighty Like A Rose (+ Major Holley), Black & Blue, 1980 (rééd. 2007)
- Live in Concert 1962, Equinox SP, 2004
- The Chee-Chee Girl - The complete RCA Victor Recordings, RCA/BMG, 1997

### Compilations
- That Chee-Chee Girl, Simitar, 1998
- At the Piano, Audiophile, 1999
- Busy Line, Body&Soul/Night&Day, 2003
- I Wanna Be Loved By You, Body&Soul/Night&Day, 2006
- The Chee-Chee Girl, ASV, 2005